# Eschweilera parviflora
Eschweilera parviflora är en tvåhjärtbladig växtart som beskrevs av John Miers. Eschweilera parviflora ingår i släktet Eschweilera och familjen Lecythidaceae. Inga underarter finns listade i Catalogue of Life.